# Городская культура
Городская культура — культура больших и малых городов. Определяющей темой является присутствие большого количества очень разных людей в очень ограниченном пространстве — большинство из них незнакомы друг с другом, но всё же чаще пытаются быть вежливыми друг с другом. Это позволяет создавать широкий спектр субкультур, близких друг к другу, подверженных влиянию друг друга, но не обязательно вторгающихся в частную жизнь людей.
В глобальном масштабе городские территории, как правило, также являются домом для сосредоточения власти, например, столиц и штаб-квартир корпораций, а также местом работы и проживания богатых и влиятельных людей. Города также организуют людей, создают нормы, убеждения и ценности. В некоторых странах элиты построили себе анклавы за пределами центральной части города (например, бегство белых в США).

## Политические и социальные тенденции

### Политические тенденции
В большей части Западного мира городские районы, как правило, политически левее пригородных и сельских районов. Между ними всегда существовала огромная разница в политических взглядах по целому ряду причин. Опрос, проведённый в 2018 году исследовательским центром Pew Research Center, показывает, что люди, живущие в городских районах, скорее всего, будут иметь политические взгляды, которые противоречат взглядам тех, кто живёт в пригороде или сельской местности. Примером этого служит отношение участников этого опроса относились к тогдашнему президенту США Дональду Трампу. В то время как в городских районах 62 % опрошенных отрицательно относились к Трампу, в пригородах таких было уже 51 %, а в сельских районах только 41 %. Это разделение по политическим вопросам сохранялось до конца опроса: городские районы предпочитали более прогрессивные изменения, в то время как пригородные и сельские районы занимали более консервативные позиции. Причина такой разницы во мнениях между городом и селом — вопрос, на который до сих пор нет чёткого ответа. Хотя это не остановило многих людей от попыток найти его, в том числе профессора Корнельского университета Сюзанну Меттлер. Она считает, что одной из причин столь кардинального различия во взглядах между городскими и сельскими избирателями это деиндустриализация.

«На протяжении десятилетий, — сказала профессор Меттлер в недавнем интервью, — США переживали деиндустриализацию и различные другие изменения в рабочих местах и экономике, и сельские районы действительно пострадали. Городские районы адаптировались более эффективно и создали новые рабочие места в сфере технологий, сферы услуг и экономики знаний. Мы думаем, что экономический спад, возможно, привёл к большему недовольству и политике в стиле недовольства».
Оригинальный текст (англ.)“For decades,” Professor Mettler said in a recent interview, “the U.S. has experienced deindustrialization and various other changes in jobs and the economy, and rural areas have really suffered. Urban areas have adapted more effectively and created new jobs in technology, the service sector, and the knowledge economy. We think that economic deterioration has perhaps led to more resentment and grievance-style politics.”
— Nicholas Lalla (The Oklahoman)
В целом разница во мнениях между городскими и сельскими жителями всегда будет существовать по целому ряду причин, от образования до экономических условий и даже родительского воспитания.

### Социальные тенденции
Уже не первый век города популярнее для проживания, что ведёт к урбанизации и к тому что люди уезжают из сельской местности. Эта тенденция возникала по разным причинам. Города, особенно крупные, могут предоставить то, чего не могут дать сельские и даже пригородные районы, например, развитый общественный транспорт, разнообразный этнический, социальный и культурный состав населения, облегчающий процесс знакомства с новыми людьми, больше доступных и лучшеоплачиваемых рабочих мест, лёгкость, с которой вы можете добраться до магазинов и развлекательных заведений. Эти моменты гораздо более актуальны, если учесть возраст людей, живущих в городских районах, по сравнению с другими местами. Средний возраст жителей сельской местности составляет 43 года, в то время как средний возраст жителей городов составляет 36 лет. Молодые люди с большей вероятностью будут искать работу в городе, потому что гораздо легче найти работу в густонаселённом районе, чем в малонаселённой сельской местности. Транспорт также является более простым процессом для молодого поколения, поскольку возможность доехать до места учёбы или работы на общественном транспорте для молодого человека может быть привлекательнее, чем купить машину и нести расходы, которые могут быть связаны с ней. Наконец, в городах заведений культуры (театры, музеи и прочее) и развлекательных центров (клубы, бары и прочее) больше, они разнообразнее и расположены ближе друг к другу.

## Городская культура в Канаде

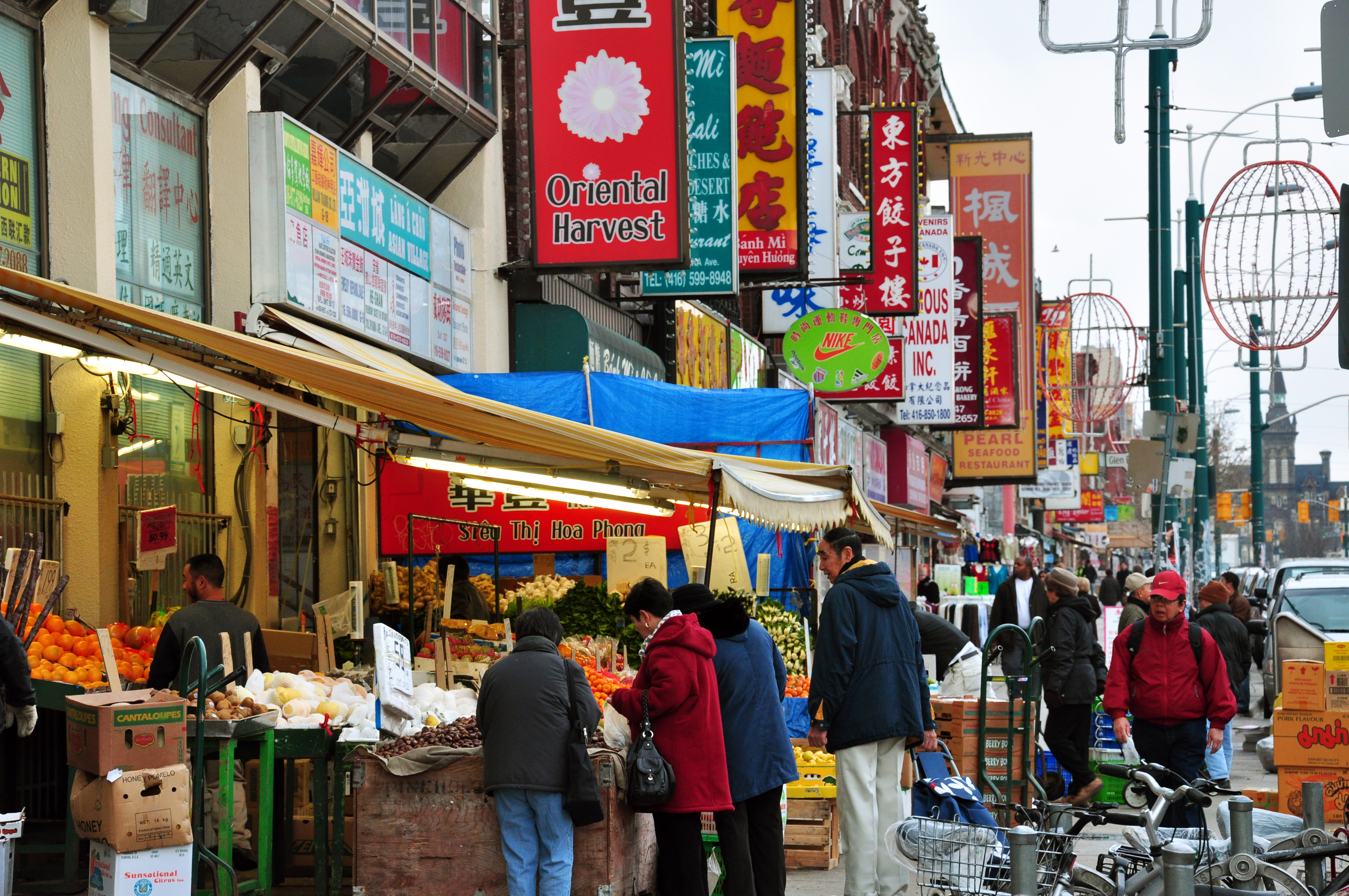
Чайна-таун в Торонто. Муниципальные власти способствует повседневному использованию и доступности услуг на многих языках.

Городская культура получила большое распространени в Канаде, поскольку более четырёх пятых жителей страны живут в городах. С 1871 по 1911 год население Канады удвоилось с 3,6 млн до 7,2 млн человек. Большая часть этого роста пришлась на города. К 1890-м годам в Канаде началась индустриализация, что быстро увеличивало население промышленных центров, таких как Торонто и Эдмонтон. Урбанизация продолжилась и в XX веке.
Городская культура также иногда используется как эвфемизм для культуры видимых меньшинств (небелых). Иногда так обозначают культуру чернокожих канадцев, эта связь гораздо менее очевидна, чем где-то, например, в США, поскольку чернокожие составляют всего 3 % от общей численности населения Канады. В более общем смысле эта фраза может использоваться для обозначения мультикультурной, благоприятной для иммигрантов мозаичной атмосферы, культивируемой такими городами, как Торонто и Ванкувер, в отличие от обычно более белых сельских районов.

## Городская культура в США
В Соединённых Штатах термин «городская культура» использовался как эвфемизм для обозначения современной афроамериканской культуры.